# Arcydesmus comptus
Arcydesmus comptus är en mångfotingart som beskrevs av Cook 1896. Arcydesmus comptus ingår i släktet Arcydesmus och familjen Platyrhacidae. Inga underarter finns listade i Catalogue of Life.